# 拉拉比县 (艾奥瓦州)
拉拉比县（英語：Larrabee County）是美国艾奥瓦州科苏特县北部拟建的一个县。该县以州长威廉·拉拉比的名字命名。19世纪50年代，班克罗夫特县在该地区存在了几年，但后来被废除。19世纪70年代初，曾有人试图在大致相同的区域重建克罗克县，但由于面积太小，克罗克县的成立被裁定为违宪。1914年11月，科苏特县举行了一场全民公投，提议成立拉拉比县，但选民否决了该县的成立。因此，科苏特县仍然是艾奥瓦州最大的县。

## 背景

艾奥瓦州地图，突出显示了科苏特县（注意其大小）

艾奥瓦州地图，突出显示了已不存在的班克罗夫特县

1846年艾奥瓦州建州时，有48个县。1851年1月15日，第三届艾奥瓦州议会又增加了52个县。这使艾奥瓦州成为一个由100个县组成的州，其中包括班克罗夫特县。1855年，班克罗夫特县因其草沼和湿地不适合定居而被撤销，艾奥瓦州由此成为一个拥有99个县的州。其土地与科苏特县合并，导致科苏特县成为艾奥瓦州最大的县。
在内战后的移民到达该地区之后，1870年5月13日，班克罗夫特县重新建立，并以克罗克县的名称命名。然而，艾奥瓦州最高法院在加菲尔德诉布雷顿一案中裁定，克罗克县违反了艾奥瓦州宪法，该宪法第11条规定“不得成立面积小于432平方英里的新县”。克罗克县于1871年被撤销后，其土地重新并入科苏特县。

## 提案

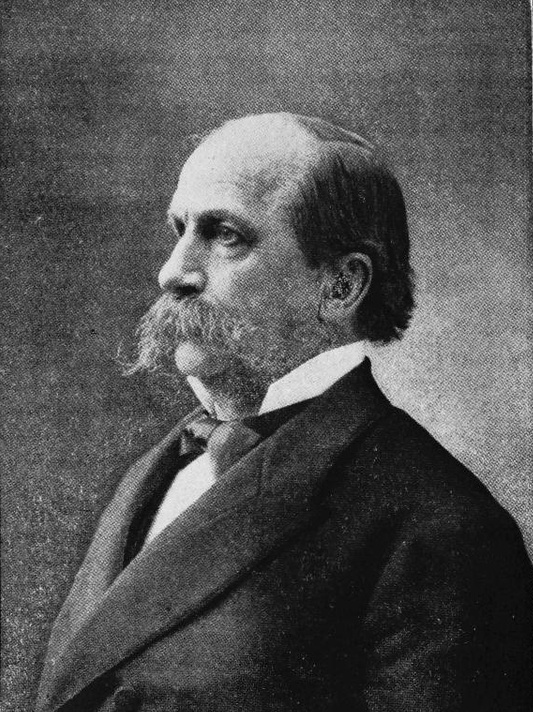
威廉·拉拉比的肖像，该县将以他的名字命名

1913年2月22日，来自艾奥瓦州布恩的艾奥瓦州众议员詹姆斯·麦克霍斯（James McHose）提议成立拉拉比县。“拉拉比”这个名字是为了纪念州长威廉·拉拉比。然而，科苏特县北部的居民派代表团前往首府得梅因，反对这一提议。
1914年11月，科苏特县举行了一场全民公投，决定是否应该建立拉拉比县。该提案获得920票赞成，而反对票则有3599票；因此，拉拉比县没有成立，艾奥瓦州仍然是一个由99个县组成的州。

### 引用
1. 1 2 3 4 5 6 7 8 9  Fannon-Langton 2019，第6頁.
2. 1 2  Brown 2023.
3. ↑  Riley 2015.
4. 1 2  Schiek 2019，第4頁.
5. ↑  The Des Moines Register 1913.
6. ↑  Long 2007.